# Cutleria mollis
Espèce
Cutleria mollis est une espèce d'algues brunes de la famille des Cutleriaceae et de l’ordre des Tilopteridales. 
Elle est trouvée autour de Lord Howe Island, au large de la Nouvelle-Galles du Sud, en Australie.